# Baksanite
La baksanite è un minerale.

## Etimologia
Il nome si riferisce alla località di rinvenimento: il fiume russo Baksan nel Caucaso settentrionale